# Zoran Milutinović
Zoran Milutinović (Зоран Милутиновић; sinh ngày 1 tháng 3 năm 1988) là một tiền vệ bóng đá Serbia-Bosnia thi đấu cho FK Voždovac ở Serbia.
Anh trước đây thi đấu cùng với NK Inter Zaprešić.